# Dispositivo braille

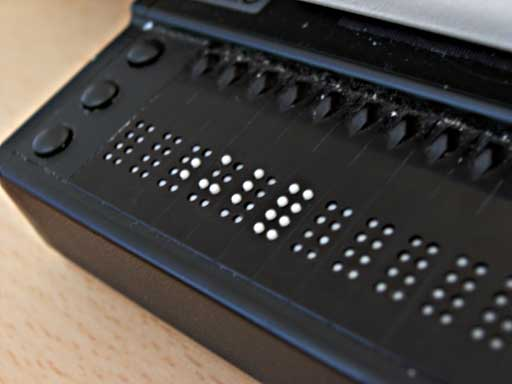
Uno de estos dispositivos Braille.

Por dispositivo braille (electrónico) se enmarca a cualquier aparato electrónico que sirva para la interpretación o generación de sistema braille, tanto de forma física como virtual.
Podemos distinguir entre los siguientes dispositivos:
- Líneas braille
- Teclados braille
- Impresoras braille

Los dispositivos braille suelen ser utilizados como periféricos externos en un ordenador o en una PDA. También pueden ir embebidos en otro dispositivo. Por ejemplo una impresora braille puede llevar incorporada una línea braille para su uso por personas con discapacidad visual.

## Línea braille
Una línea Braille es un dispositivo Braille que está basado en un mecanismo electro-mecánico capaz de representar caracteres Braille mediante la elevación de puntos a través de una superficie plana con agujeros hechos a tal efecto. 
Debido a la complejidad y elevado coste de estos dispositivos, solo suelen tener 20, 40 u 80 celdas. También suelen disponer de botones para desplazar el texto y parar realiza otras funciones especiales. En algunos modelos la posición del cursor se representa por la vibración de los puntos y en muchos de ellos existe un botón por cada celda para llevar el cursor a esa posición asociada.

## Software para ciegos
Tiflobuntu es la versión de la distribución Ubuntu para personas ciegas y con visión reducida.